# 瞳閉じても
「瞳閉じても」（ひとみとじても）はLil'Bの8作目のシングル。2010年7月28日発売。なお、この曲のPVにはフジテレビで1976年に放映されていた世界名作アニメの『母をたずねて三千里』が使われている。

## 収録曲
1. 瞳閉じても
  - 作詞：AILA / 作曲・編曲：黒光雄輝
  - 日本テレビ系列『スッキリ!!』7月度エンディングテーマ
2. Help me… 
  - 作詞・作曲：AILA / 編曲：黒光雄輝
3. 瞳閉じても(Instrumental)